# Обична алоја
Обична алоја, права алоја, алоје вера, алое вера (лат. Aloë barbadensis Miller; A. vulgaris Lam.) је биљка из породице Asphodelaceae. Широко је распрострањена и сматра се инвазивном врстом у многим регионима света. Ово је релативно ниска, зељаста биљка која расте око 80-100 cm у висину.
Ова зимзелена вишегодишња биљка, потиче са Арабијског полуострва, али дивље расте у тропским, полутропским и сушним климама широм света. Узгаја се за комерцијалне производе, углавном као локални третман који се користи вековима. Врста је атрактивна у декоративне сврхе, а успева у затвореном као биљка у саксији.
Користи се у многим производима широке потрошње, укључујући напитке, лосионе за кожу, козметику, масти или у облику гела за мање опекотине и опекотине од сунца. Мало је клиничких доказа о ефикасности или безбедности екстракта алоје вере као козметичког или локалног лека, док је орална конзумација ризична услед могуће токсичности.

## Историја и име
Обична алоја је од давнина позната као „еликсир дуговечности”. Због своје хранљиве вредности и лековитих својстава називају је „краљицом лековитих биљака”. Име је добила по ботаничару Милеру који ју је открио на острву Барбадос и уврстио у регистар лековитог биља. Реч Алое потиче од латинске форме арапског назива Aloeh, сиријског Alwai или хебрејског Halal, чије је значење „изузетно горка материја”, што указује на изузетно горку жуту течност, млеко, односно сок, коју садржи биљка, а налази се непосредно испод танког кожастог ткива (коре). Комерцијални назив Алоје вера је латинског порекла и значи „права алоја”. Жути лековити сок су у ове сврхе користили још у 4 веку п. н. е.

## Изглед и састав
Обична алоја има розету сабљастих, шпицастих листова са тестерастим ивицама, из чије средине израста цветна дршка која се завршава у виду жутих или црвенкастих цеволиких цветова сакупљених у гроздасте цвасти.
Научници су установили да гел обичне алоје садржи преко 240 хранљивих и лековитих састојака, између осталог:
- Витамине: А, Б1, Б2, Б3, Б6, Б9, Б12, Ц, Е и фолну киселину.
- Минерале: (више од 20); гел садржи магнезијум, манган, цинк, бакар, хром, калцијум, калијум и гвожђе.
- Полисахариде: имуномодулатори (помажу код АИДС-а, карцинома, имунолошких поремећаја), антиоксиданси; имају противупално, антибактеријско и антивирусно деловање.
- Аминокиселине: људском организму су неопходне 22 аминокиселине које су неопходне за изградњу беланчевина. Гел Алое обезбеђује 20 ових аминокиселина. Оно што је још важније је да овај гел обезбеђује свих осам есенцијалних аминокиселина које није могуће произвести у људском организму и које се због тога морају уносити храном.
- Ензиме: (16 ензима) из групе протеаза, амилаза, липаза и целулаза (помажу варење беланчевина, угљених хидрата, масти и целулозе).

Обична алоја је: имуностимуланс (јача општу отпорност, превентивно делује против болести као што су рак, сида, псоријаза, колагенозе), детоксиканс (од отрова, алкохола, наркотика), антиоксиданс (слободни радикали), има антивирусно дејство (херпес…), бактерицидно (уништава бактерије), фунгицидно (уништава гљивице), антифлогистик (упални процеси свих система), аналгетичко (смањује болове), адстригентно (стеже површину коже и слузокоже), лаксантно (регулише столицу), стимуланс (регулише статус психе) и антидијабетично (смањује ниво шећера).

## Употреба
Алоја је хранљива биљка за сваку ћелију људског организма. Када је ћелија здрава, она је отпорна и способна да изврши све функције које јој је природа дала. Биљка је ради властитог опстанка развила богат садржај витамина, аминокиселина, ензима и минералних материја да би осигурала свој опстанак у оскудним животним условима. Сама лековитост алоје се налази у компонентама које имају различите и специјалне енергетске вредности. Алоја је биљка која спада у породицу љиљана и у свету је познато преко 250 врста, од којих свега 4 имају лековито дејство, а највеће има алоја. Сечењем листова и њиховим пресовањем, цеди се сок који се стабилизује папајом, а има хранљиви и лековити учинак који дају преко 200 активних састојака алоје потребних за свакодневно функционисање сваке ћелије. Природно расте само у подручјима са топлом и сувом климом (најбољи услови су тамо где је просечна годишња температура изнад 22 °C, нпр. Јужна Америка). Од биљке се највише употребљава њен гел, желатинаста маса која се налази у унутрашњости листа.

## Лековитост
Од давнина је алоја примењивана као лек у разним ситуацијама. Гел од алоје се може користити и кроз храну и споља. Осим поменутог богатства хранљивих материја, има високу способност продирања у сва ткива. Зато је једно од најочигледнијих лековитих дејстава на кожи — алоја се од давнина користила као средство за убрзано зарастање рана, елиминисање кожних болести и других кожних промена. Када се користи орално, обавља више корисних функција — чисти усну дупљу и све остале горње органе дигестивног тракта, чисти желудац, помаже зарастању евентуалних оштећења слузокоже желуца, затим чисти ресице танког црева, разлаже се и претвара у најквалитетнију храну.
Редовно коришћење гела алоје доприноси чишћењу организма од отрова, тешких метала и других штетних материја које се акумулирају у организму. Може се користити и у комбинацији са другим лековитим и прехрамбеним материјама како би се појачало специфично дејство у одређеним здравствено-проблематичним ситуацијама. На пример, уз јаке антиоксидансе у сврху додатне заштите тешких канцерозних болесника од екстерних штетних материја (дуванских отрова, штетних гасова…) као и у сврху помоћи организму када се користе јаки фармацеутски препарати или технолошка средства која имају штетне нуспојаве (хемотерапија, зрачење). У третману лица и косе користи се антиоксидативно, противупално и хидратантно својство гела од алоје.
Велики део лековитости алоје, коју многи називају „леком за све” чини њена хранљива вредност, која на веома повољан начин, осим што храни ћелије људског организма, чини и да оне правилно функционишу, оспособљава и подстиче имунски систем да боље препозна страна тела и штетне материје и да их избаци из тела.

## Ограничења
Нема особа којима алоја не може помоћи на неки начин. Ипак, то не значи да се она може користити неограничено и без пажње. Пошто алоја, унета кроз уста као храна, храни организам и помаже имунском систему, у неким ситуацијама се мора користити са другим лековитим супстанцама — на пример, када особа има камен у бубрегу, редовно коришћење гела/сока алоје може подстаћи организам да почне да избацује страна тела (камење) и тако направи више проблема него користи. Међутим, чак и у тим случајевима има начина да се, додавањем материја које разграђују каменове (природни сок цвекле, квалитетно рибље и маслиново уље…), алојом потпомогне излечење.

## Токсичност
Завод за процену ризика по јавно здравље државе Калифорнија уврстио је необезбојени екстракт листа алоја вере за орално удисање у списак „хемикалија које изазивају рак и угрожавају плодност”.

## Дискусије
У светским комерцијалним токовима постоје два различита мишљења поводом коришћења целог листа у лековите сврхе. Према једном схватању, цео лист је лековит, а по другом, треба користити само унутрашњи сок алоје, пошто неке материје (алојин) из коре листа могу бити веома отровне. У везама су дате две фирме које осликавају та два става.

## Напомена
- Чланак је великим делом преузет са сајта , са ове странице. Дозволу за коришћење матерјала са овога сајта можете видети овде.